# ハイメ・デ・ボルボン (マドリード公)
ハイメ・デ・ボルボン・イ・ボルボン＝パルマ（スペイン語: Jaime de Borbón y Borbón-Parma, 1870年6月27日 - 1931年10月2日）は、ボルボン家の人物。カルリスタの王位請求者としてスペイン王ハイメ3世（スペイン語: Jaime III）、レジティミストのフランス王としてジャック1世（フランス語: Jacques Ier）を称した。フランスではアンジュー公ジャック・ド・ブルボン（フランス語: Jacques de Bourbon）の名で知られていた。「赤い王位請求者」として知られた左派志向の人物で、カルリスタより保守的と言われたアルフォンソ13世と対比された。

## 生涯
マドリード公カルロス・マリアとその妻マルガリータの間の一人息子としてヴヴェイで生まれた。名付け親は大伯母のマリー・テレーズ・ド・モデーヌとその夫のシャンボール伯アンリ・ダルトワで、ラ・トゥール＝ド＝ペで洗礼を受けた。パリのイエズス会派コレージュ・ド・ヴォージラールで教育を受け、イギリスのイエズス会派パブリックスクールであるボーモント・カレッジで学んだ。その後、ヴィーナー・ノイシュタットのテレジアニシュケ軍事アカデミーへ入学した。 
1896年にロシア帝国軍に入隊し、グロドノ・ユサールの陸軍中佐となった。1900年から1901年にかけて、義和団の乱制圧のため天津に派遣された。1904年から1905年には日露戦争に従軍し、遼陽会戦で戦った。
1909年、父カルロスの死により王位請求者となった（「ハイメ」の名の王は、スペイン王国の前身の一つであるアラゴン王国に2人いたため、3世とした）。公式にはマドリード公を、フランスではアンジュー公を称した。
父の死に伴ってロシア軍を退役後、ハイメは大伯母のマリー・テレーズを通じて継承したフロースドルフ城やパリのアパルトマンで暮らした。幾度か秘密裡にスペインへ入国している。イタリアのヴィアレッジョ近郊に母から相続した別荘も所有していた。
1931年、スペイン王アルフォンソ13世は第二共和政の成立によって国外追放された。これを受けてハイメは声明を発表し、全ての王党派を正統な王位継承者のもとへ再集結させるとした。同年9月23日、ハイメはパリの自宅で公にアルフォンソの訪問を受けた。2日後、アルフォンソ13世と王妃ビクトリア・エウヘニアは逗留していたアヴォンのサヴォイ＝オテルにハイメを招いた。ハイメはアルフォンソに、フランス王国の勲章である聖霊騎士団の勲章を贈った。これらの対談は、スペイン王位請求者たちの間の和解として取り上げられた。
アルフォンソとの会談から1週間後、狭心症のためパリで死去した。嫡子のないハイメの後継者となったのは、叔父のサン・ハイメ公アルフォンソ・カルロスだった。ハイメの葬儀はパリのサン＝フィリップ＝デュ＝ルール教会でアルフォンソ13世出席のもと行われ、遺体はヴィアレッジョのヴィラ・デイ・ボルボーネ礼拝堂に埋葬された。